# André Ventura
André Ventura (Algueirão–Mem Martins, 1983. január 15. –) portugál politikus.

## Politikai karrierje
A Chega párt alapítója és elnöke. A 2019. október 6-i parlamenti választáson Ventura vezető jelöltet beválasztották a portugál parlamentbe, a lisszaboni választókerületben. Jelenleg a portugál köztársaság közgyűlésének helyettese és a legutóbbi önkormányzati választásokon beválasztották Moura városi közgyűlésébe is. Indult a 2021-es elnöki választásokon, és körülbelül 500 000 szavazattal (11,9 %) harmadik lett.

## Magánélete
Volt egyetemi professzor, tanácsadó, televíziós kommentátor és adóhatósági felügyelő. Jogi diplomát szerzett a Lisszaboni Új Egyetemen, az írországi corki egyetemen közjogból doktorált. Jogi és adózási szakkönyvek és néhány regény szerzője is.
Házastársa Dina Marques Nunes.